# Museu da Universidade de Aveiro
O Museu da Universidade de Aveiro é um museu pertencente à Universidade de Aveiro.
Tem como missão «guardar, preservar e documentar as coleções museológicas da Universidade de Aveiro, assim como impulsionar o estudo e divulgação deste património.»

## Colecções
O Museu é composto por 11 colecções de doações privadas, entre elas:
- Pintura (de 1995): conjunto de pinturas e desenhos da artista francesa Hélène de Beauvoir;
- Arte pública;
- Francisco Madeira Luís, em 2001
- Espólio pessoal do crítico de jazz José Duarte
- Espólio do compositor Frederico de Freitas
- Coleção de discos goma-laca
- Instrumentos musicais doada pelo construtor e “violeiro” Joaquim Domingos Capela